# Dan Croll
Pour les articles homonymes, voir Croll.
Dan Croll, de son vrai nom Daniel Francis Croll, né le 18 juillet 1990 à Newcastle-under-Lyme, en Angleterre, est un chanteur et compositeur britannique. Le style de Dan Croll le rapproche des groupes indé, électro, électrofolk et pop rock.

## Carrière
En 2011, alors qu'il est étudiant au Liverpool Institute for Performing Arts (LIPA), Dan Croll remporte un prix national, le Musician's Benevolent Fund (MBF) Songwriting Award.
Le premier titre de Dan Croll à avoir été édité figure sur la compilation New Faces du label Communion Record, en avril 2012.
Le premier single de Dan Croll est From Nowhere, sorti le 24 septembre 2012 sur le label Turn First.
La chanson Compliment Your Soul est utilisée en 2013 dans la bande-son du jeu vidéo FIFA 14. De plus, un remix de From Nowhere fait partie de la bande-son du jeu vidéo Grand Theft Auto V. La chanson se trouve sur une des stations de radio du jeu, Radio Mirror Park, ainsi que dans la bande-annonce officielle du jeu pour PC, comme pour Xbox One et PlayStation 4.
Un remix de From Nowhere réalisé par le duo de producteur et DJ's Allemands Âme fait sensation sur le web, devient playlisté par de nombreux DJ's internationaux, jusqu'à devenir la première suggestion du moteur de recherche google associé au nom de Dan Croll. Mais le management de l'artiste refuse toute diffusion du remix, et le fait retirer de toutes les plateformes malgré le succès et même une pétition des fans du titre.
La chanson In/Out a été retenue comme musique de fond de la version finale du clip publicitaire réalisé par Kiku Ohe pour Thalys, montrant un chat sur un aspirateur robot partir à la découverte des pays et des villes desservis par le train. La chanson Sweet Disarray sert quant à elle pour une pub de la Citroën C4 en 2015.

## Concerts
Dan Croll a joué en première partie des groupes Bastille, London Grammar et Imagine Dragons et de la chanteuse Aurora.
En avril 2014, Dan Croll joue pour la première fois dans plusieurs salles aux États-Unis.

## Discographie

### Albums studio
| Titre              | Détails                                                                                               |
| ------------------ | --- |
| Sweet Disarray     | - Sortie : 10 mars 2014 - Label : Deram Records, Universal Music Group - Formats : téléchargement, CD |
| Emerging Adulthood | - Sortie : 21 juillet 2017 - Label : Communion Music - Formats : téléchargement, CD                   |
| Grand Plan         | - Sortie : 21 août 2020 - Label : Communion Music - Formats : téléchargement, CD                      |
| Fools              | - Sortie : 19 mai 2023 - Label : Communion Music - Formats : téléchargement, CD                       |

### Compilations & Live
| Titre           | Détails                                                                          |
| --------------- | -------------------------------------------------------------------------------- |
| Grand Plan Live | - Sortie : 2 avril 2021 - Label : Communion Music - Formats : téléchargement, CD |

### Singles
| Titre                                               | Détails |
| --------------------------------------------------- | --- |
| "From Nowhere"                                      | - Sortie : 24 septembre 2012 - Label : Turn First Records (UK), Racquet Records (UK), Capitol Records (US) - Formats : téléchargement, vinyle |
| "Compliment Your Soul"                              | - Sortie : 1er avril 2013 - Label : Turn First Records (UK), Racquet Records (UK) - Format : téléchargement                                   |
| "In/Out"                                            | - Sortie : 12 juillet 2013 - Label : Turn First Records (UK), Deram Records, Universal Music Group - Format : téléchargement                  |
| "Home"                                              | - Sortie : 1er décembre 2013 - Label : Deram Records, Universal Music Group - Formats : téléchargement, vinyle                                |
| "Hello My Baby (featuring Ladysmith Black Mambazo)" | - Sortie : 19 avril 2014 - Label : Deram Records, Capitol Records - Format : vinyle                                                           |
| "Swim"                                              | - Sortie : 19 août 2016 - Label : Universal Music Group - Format : téléchargement                                                             |
| "Away From Today"                                   | - Sortie: 13 janvier 2017 - Label : Universal Music Group - Format : téléchargement                                                           |
| "Yesterday"                                         | - Sortie: 20 janvier 2020 - Label : Universal Music Group - Format : téléchargement                                                           |
| "Rain"                                              | - Sortie: 4 mars 2020 - Label : Universal Music Group - Format : téléchargement                                                               |
| "Grand Plan"                                        | - Sortie: 15 avril 2020 - Label : Universal Music Group - Format : téléchargement                                                             |